# Stathmopoda tacita
Stathmopoda tacita — вид лускокрилих комах родини геліодинід (Heliodinidae).

## Поширення
Вид вперше був описаний Едвардом Мейріком у 1913 році на основі матеріалів з Ассаму на сході Індії. Про цей вид не повідомлялося та не згадувалося до 2016 року, коли два неідентифіковані екземпляри з Японії були попередньо позначені як « Stathmopoda sp.5», та зазначено, що жіночі статеві органи дуже схожі на S. tacita. Однак таксономічний висновок не вдалося зробити через відсутність чоловічих екземплярів. У 2023 році, після дослідження музейних зразків, визначено, що вид досить поширений на Тайвані.

## Опис
Stathmopoda tacita схожий на Stathmopoda masinissa Meyrick, 1906 і Stathmopoda maritimicola Terada & Sakamaki, 2011, але його можна відрізнити від цих двох видів за кольором і формою фасції біля верхівки переднього крила. Фасція овальна, жовтого кольору у самиць і рудиментарна у самців у S. tacita, тоді як фасція кремово-білого кольору та трикутна в обох статей S. masinissa. У S. maritimicola фасція трикутна, жовтого кольору в обох статей і іноді рудиментарна у самців.

## Спосіб життя
Личинки живляться спорами папоротей.